# Якутська кухня
Якутська кухня — традиційна кухня якутів. Має спільні риси з казахською, бурятською, монгольською, евенкійською, евенською і чукотською кухнями. Певний вплив на неї справила російська кухня, особливо наприкінці XIX та у XX ст.

## Історія
Якутська кухня вельми екзотична і не все в ній підходить до умов міста. Це обумовлено способом життя якутів, які займалися табунним конярством і розведенням великої рогатої худоби. А та невелика частина якутів, яка проживала на півночі, розводила оленів, худобу тримала в невеликій кількості.
Також вміст страв обумовлюється кліматичними особливостями Якутії, де дуже холодно та в значній частині панує вічна мерзлота. Роль овочів і фруктів, в місцевій кухні вельми мала, на відміну від трав, грибів та ягід, які все-таки ростуть на цій території. Втім, гриби якути навчилися готувати не відразу. Ще у XVIII—XIX століттях у мешканців Якутії, перше місце в харчуванні займала: молочна, потім рослинна їжа, а м'яса вживали мало, здебільшого взимку, в середньому від 3 до 13 пудів на родину, залежно від достатку. Багаті якути варили юшки з запашних трав, борошна, ягід і коріння. Така страва, з додаванням великої кількості борошна, отримала назву — «кахи», від російської каша. Якщо ж основою служить соснова або листяна заболонь, проквашене варене листя щавлю і цибулі або яка-небудь сушена трава, то юшку звуть «юре», тобто, рослина.
На спортивних змаганнях вручали переможцям призи — величезні шматки вареного м'яса з кісткою — мүhe.

## Особливості

### Основні страви
Перші страви якутської сучасної кухні — російські, оскільки в минулому якутська кухня не знала національних супів. У зимовий час варили наваристий суп з потрухів худоби з борошняної заправки (іс-мііне). З риб'ячих страв традицією вважається юшка з карасів, заправлена молоком і польовою цибулею. Доволі популярним є суп селіейдеехміїін зі значним шматком конини, борошном, сирою цибулею, і сіллю.
Їжа переважно жирна і калорійна для підживлювання організму в суворих кліматичних умовах. Гарніри насичені, сьогодні переважно круп'яні й макаронні вироби.
Основною стравою є друга (м'ясна або рибна). З м'ясних продуктів вживають головним чином оленину, конину, свинину, яловичину — переважно в натуральному вигляді. Широко поширені страви з риби (хатис (сибірський осетер), чир, омуль, муксун, пелядь, нельма, таймень, харіус) та пернатої дичини. Якути здавна вживали в їжу конину. Повсюдно збереглися способи приготування різноманітних страв з неї, з молока кобилиці приготовлялись корисні напої. Конина навіть переважала над яловичиною, а кумис вважали найкращим напоєм, що надає сили.
М'ясо найчастіше варять у воді без солі й всяких приправ. Проварюють його лише настільки, щоб воно добре наскрізь прогрілося і загубило сирий, кров'яний колір. Дичину якути варять ще коротше: вона у них виймається з горщика напівсирою. Рибу варять довго, а велику рибу, щоб вона не розварилася, витримують при точці кипіння нерідко протягом двох годин, залежно від сорту риби. Найголовніше м'ясна страва — це варене м'ясо з назвою ойгос. Хоча одним з традиційних страв вважається і смажена оленина з сіллю, чорним перцем і смаженою з ріпчастою цибулею.
Одна з відмінних особливостей якутської кухні полягає в інтенсивному споживанні субпродуктів — тельбухів або крові. Печінку жереб'ячу й оленячу раніше їли у свіжомороженому вигляді. З нутрощів коня використовують товсту кишку — харта, з якої робили кров'янку — хаан. Інколи останню готують з яловичини. Здавна відомо про два види таких ковбас: делікатесна суба і проста — так звана «чорна» кров. Це пов'язано з процесом отримання сировини для хаану. Під час забою худоби кров відстоюють. Верхня рідка частина — це суба, а нижня — «чорна» кров. Ковбаса з субая смачніше і м'якше, з легким відтінком блиску, світліше. Ковбаса з «чорної» крові гущі, темніше за кольором, менш смачна. Смак кров'яної ковбаси залежить також від кількості крові, жирності кишки. Особливо апетитна ковбаса, приготовлена з ретельно обробленої крові, заправленої в товсту кишку. Ковбаса з кінської крові після варіння приймає білий або кремовий колір.
Стосовно наявності пельменів в якутській кухні існують декілька версій. Ймовірно вони потрапили до якутів від монголів через бурятів. Сьогодні розповсюджені такі види пельменів: «Сибірські», начинка яких на половину складається з риби й по 25 % м'яса оленини й конини; «Тайгові» з начинкою з грибів, оленини й конини у рівних пропорціях;

### Основні засоби приготування
Основні засоби приготування страв у якутській кухні це відварювання (м'ясо, риба), зброджування (кумис, суорат) або заморожування (м'ясо, риба).
Методи використання харчової сировини в чому аналогічні прийнятим в субарктичній кухні. М'ясо і риба використовуються дуже часто сирими й тільки в зимовий час, коли з цих заморожених продуктів можна робити струганину — нарізати тонкими у вигляді стружок шматочками, які вживають в їжу разом з гострою приправою з колби (черемші), ложечники (на кшталт хрону) і саранки (цибулева рослина). Сьогодні часто використовують як соус гірчицю.
Значне місце в харчуванні займає молочна їжа: молоко, сир і страви з них. З молочних продуктів якути готують чудові напої — кумис та суорат (густа простокваша з коров'ячого молока, задля поліпшення смаку і різноманітності можна ввести свіжу сметану, іноді додають рідке топлене масло). Суорат зазвичай подають у склянках або піалах незадовго до сну, також вживають відразу після обіду. Сири — іедьегей отримують з кип'яченого прокислого молока або суората при кип'ятінні на слабкому вогні, а суумех — з суората, заквашеного на сметані, що фільтрується, а потім сушиться. Делікатесом вважалася пінка, зібрана з закип'яченого молока, згорнута в рулет і трохи підморожена. Популярними молочними стравами також є кобер (готується з цільного молока та вершкового масла, поступово збиваючи), чохоон або чехон (з брусниці, лохини, суниці або іншої ягоди, молока, сметани). Останній подають у гарячому чи холодному вигляді (на кшталт масла).

### Спеції
Приправ якути до приходу росіян ніяких не вживали. Навіть сіль стала проникати в їх кухню тільки у XIX ст., слідом після хлібу. Також й цукор вживали якути тільки до чаю, тільки вприкуску і в дуже незначній кількості.

### Салати
З Європи, через росіян, отримали знання стосовно салатів. Втім салати набули суто якутських ознак. Найвідомішим та популярнішим є салат «Індигірка». Для нього береться будь-яка заморожена риба сигових видів, якій дають трохи відтанути, очищається від шкіри, відокремлюється філе від кісток, нарізається кубиками й викладається в миску. Кубиками нарізається ріпчаста цибуля, яка додається до риби, потім солиться і перчиться, і заправляється олією. Після цього салат охолоджується.

### Смаколики
З борошняних страв найвідомішим є леппєске (якутський коржик), що походить від російського слова «лепешка». Готується з житнього борошна, молока, води, солі та соди. Подається зі сметаною, керчехом. Зараз її часто випікають у печі або духовці, тоді як раніше традиційно пекли на відкритому вогні.

### Напої

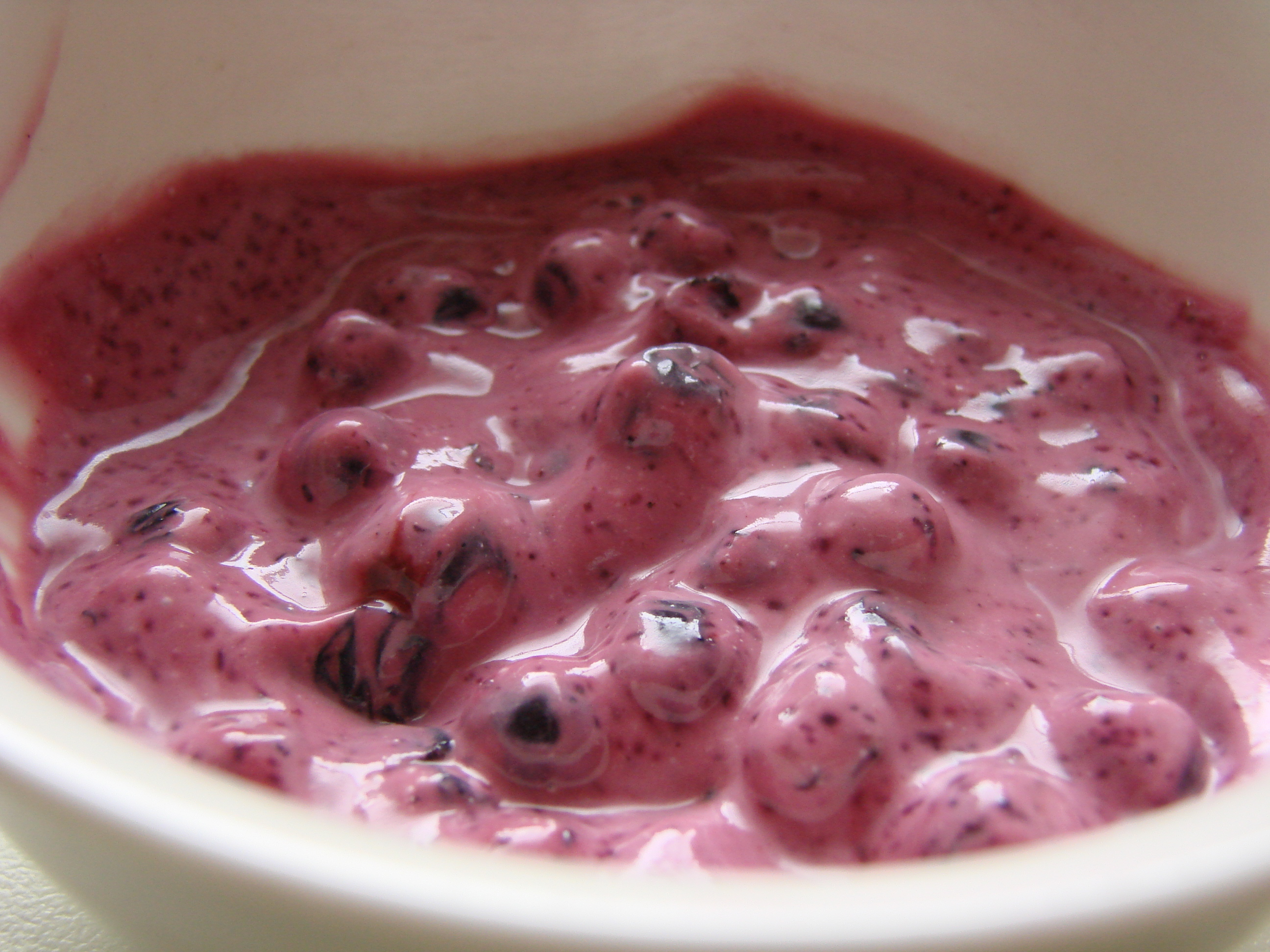
Куерчех

З напоїв доволі популярними є соломат, куерчех, чай. Соломат готується з молока, яке доводять до кипіння, після чого, помішуючи, вводять в нього борошно та сметану. Після закипання заправляють напій вершковим маслом і солять на смак. П'ється напій гарячим. Для куерчеха використовується брусниця (іноді інші ягоди). Спочатку у посуд відправляють вершки, додають до них ягоди, засипається все це цукром і ретельно збивається до піни. П'ється куерчех відразу. Чай по-якутські вариться з власне чаю та молока.
Своєрідним є кумис по-якутські. Відрізняється міцністю, виготовляється тільки з кобилячого молока. Для цього використовували шкіряну посудину — сіміір. Кумис, виготовлений в ньому, відрізняється високими смаковими якостями, має шипучу пінливу консистенцію від великої кількості в ньому газу. До кінця XIX ст. готували кумис, переважно використовуючи закваску, приготовлену в кінці кумисного сезону. У сіміірі за літо нагромаджувався великий сирний осад — хойуу, який висушували й зберігали до весни. Цю закваску розмішували в невеликій кількості парного кобилячого молока, додавали сколотини й клали висушене сухожилля коня. З початку XX ст., коли розширилося землеробство, найчастіше для закваски стали використовувати ячмінні або пшеничні зерна. Виготовляється також більш міцний кумис — коонньоруу кумис або койуурген, для чого піддається більш тривалому бродінню.